# Satawal Municipality
Satawal Municipality är en kommun i Mikronesiska federationen.   Den ligger i delstaten Yap, i den västra delen av landet, 1 200 km väster om huvudstaden Palikir. Antalet invånare är 531.
Följande samhällen finns i Satawal Municipality:
- Satawal Village